# Стрептокиназа
Стрептокиназа — металлосодержащий фермент, выделяемый β-гемолитическим стрептококком, используемый в качестве дешёвого и широкодоступного вещества для тромболитической терапии.
Принадлежит к группе фибринолитических ферментов. Переводит неактивный плазминоген в его активную форму — плазмин. Период полувыведения — 6 часов.

## Механизм действия
Фибринолитическое средство. При соединении с профибринолизином (плазминогеном) образует комплекс, активирующий его переход в крови или в кровяном сгустке в фибринолизин (плазмин) — протеолитический фермент, растворяющий волокна фибрина в кровяных сгустках и тромбах, вызывающий деградацию фибриногена и др. плазменных белков, в том числе факторов свертывания V и VII. Растворяет тромбы, действуя как на их поверхности, так и изнутри. Стрептокиназа — стрептококковый белок с антигенными свойствами, поэтому возможна её нейтрализация в организме соответствующими антителами. В такой ситуации ускорение фибринолиза достигается введением избыточных (необходимых для нейтрализации антител) количеств стрептокиназы. Восстанавливает проходимость тромбированных кровеносных сосудов. При в/в инфузии снижает АД и ОПСС с последующим уменьшением МОК, у больных с ХСН улучшает функцию ЛЖ. Снижает частоту летальных исходов при инфаркте миокарда. Улучшает функциональные показатели сердца. Уменьшает число тромботических осложнений при заболеваниях ССС и смертельных исходов от тромбоэмболии лёгочной артерии. Максимальный эффект наблюдается через 45 мин. После окончания инфузии фибринолитический эффект наблюдается в течение нескольких часов, удлинение тромбинового времени сохраняется до 24 ч вследствие одновременного снижения фибриногена и увеличения числа циркулирующих продуктов деградации фибрина и фибриногена. Активирует не только тканевой фибринолиз (действие направлено на растворение тромба — тромболиз), но и системный фибринолиз (расщепление фибриногена крови), в связи с этим может развиться кровотечение (вследствие гипофибриногенемии). Наиболее эффективна при свежих сгустках фибрина (до ретракции). При интракоронарном введении тромболизис наступает через 1 ч.

## Показания
Острый инфаркт миокарда (сроком до 24 ч), тромбоэмболия лёгочной артерии и её ветвей. Тромбоз и тромбоэмболия артерий (острый, подострый, хронический тромбоз периферических артерий, хронический облитерирующий эндартериит, облитерация артериовенозного шунта), окклюзия центральных сосудов сетчатки с давностью менее 6-8 ч (артерии), менее 10 дней (вены); тромбоз артерий вследствие диагностических или терапевтических процедур у детей, тромбозы сосудов при катетеризации у новорождённых. Тромбоз вен внутренних органов, тромбоз глубоких вен конечностей с давностью менее 14 дней и таза. Ретромбоз после операций на сосудах. Тромбоз гемодиализного шунта. Тромбоз при протезировании сердечных клапанов. Промывание в/в катетеров (в том числе для гемодиализа). Моно- или комбинированная терапия стенокардии покоя при остром инфаркте миокарда.

## Противопоказания
Гиперчувствительность, кровотечения, геморрагический диатез, эрозивно-язвенные поражения ЖКТ, воспалительные заболевания толстой кишки, недавние множественные ранения, аневризма, опухоли с наклонностью к кровотечениям, опухоли головного мозга или метастазы в ЦНС, артериальная гипертензия (АД более 200/110 мм рт. ст.), диабетическая ретинопатия, острый панкреатит, эндокардит, перикардит, митральные пороки сердца с мерцанием предсердий, туберкулёз (активная форма), каверны легких, сепсис, септический тромбоз, послеоперационный период (8-12 послеоперационных дней, 3-6 нед после расширенных хирургических вмешательств, 8 нед после нейрохирургических операций), недавняя биопсия внутренних органов, 4 нед после транслюмбальной артериографии, 3 мес после острого геморрагического инсульта; первые 18 нед беременности; патология беременности, связанная с повышенным риском развития кровотечения, недавние роды (в течение 10 дней) или искусственное прерывание беременности; постоянный катетер мочевого пузыря. C осторожностью. Печеночная/почечная недостаточность, бронхиальная астма, перенесённая стрептококковая инфекция (включая ревматизм), бронхоэктатическая болезнь с кровохарканьем, расширение вен пищевода, недавнее назначение антикоагулянтов, состояния после сердечно-лёгочной реанимации (в том числе непрямой массаж сердца), ИВЛ, нефроуролитиаз, меноррагии, менструальный период, предшествующее лечение стрептокиназой (от 5 дней до 1 года), пожилой возраст (старше 75 лет).

## Особые указания
Готовые растворы должны быть использованы в течение 12 ч. Необходим периодический (с интервалом в 4 ч) контроль свертываемости крови: тромбиновое или частичное тромбопластиновое время (избежать реокклюзии сосудов позволяет повышение тромбинового времени в 2—4 раза, а частичного тромбопластинового — в 1,5—2,5 раза; с учётом этого необходимо вводить соответствующее количество гепарина — 0,5—1 тыс. МЕ/ч, а затем пероральные производные кумарина). Перед введением детям и больным, имеющим в анамнезе повышенный титр антистрептокиназных антител, проводят тест на чувствительность к стрептокиназе. У новорождённых рекомендуется УЗИ черепа. В начале лечения инфузию следует проводить с низкой скоростью, за 10 мин до начала инфузии с профилактической целью возможно введение антигистаминных ЛС и 100—200 мг метилпреднизолона. Повторное введение может приводить к возрастанию вероятности аллергических реакций. В период лечения при тромбозе глубоких вен пациентам не следует прерывать прием контрацептивов во избежание развития меноррагии. Через 5 дней лечения и на протяжении 1 года после окончания терапии, после перенесённой стрептококковой инфекции, высока вероятность развития резистентности вследствие появления высокого титра антистрептококковых антител. При необходимости проведения тромболитической терапии в этом случае можно использовать др. фибринолитики (урокиназа и др.). Для в/в введения предпочтительны сосуды верхних конечностей; после процедуры — наложение давящей повязки на 30 мин, с последующим контролем, ввиду возможного кровотечения (не вводить в течение 10 дней после артериальных пункций и в/м инъекций).

## Недостатки и побочные эффекты
- чужеродность организму человека — большое количество аллергических реакций, вплоть до летальных исходов.
- неспецифичность активации плазминогена — активирует плазминоген, не связанный с тромбом, что приводит к истощению противосвертывающей системы и большому количеству геморрагических осложнений.